# Tomiwa Oyewo
Tomiwa Oyewo (6 febbraio 1999) è un giocatore di football americano nigeriano naturalizzato irlandese che gioca come runningback per i Munich Ravens.